# Абдул-Азиз ибн Сауд Аль Сауд
Абду́л-Ази́з ибн Сау́д ибн На́иф А́ль Сау́д (араб. عبد العزيز بن سعود بن نايف آل سعود‎; род. 4 ноября 1983, Эр-Рияд, Саудовская Аравия) — министр внутренних дел Саудовской Аравии и председатель Высшего комитета хаджа с 21 июня 2017 года. Советник министра внутренних дел Саудовской Аравии с 2016 по 2017 год.
Ранее занимал несколько консультативных должностей, начиная с королевской канцелярии, затем в кабинете министра обороны, пока не стал советником бывшего министра внутренних дел, принца Мухаммеда ибн Наифа Аль Сауда. Является старшим сыном принца Сауда ибн Наифа Аль Сауда.

## Биография

### Ранние годы и образование
Родился 4 ноября 1983 года в Эр-Рияде (Саудовская Аравия), став старшим сыном принца Сауда ибн Наифа Аль Сауда от Абира бинт Фейсала ибн Турки Аль Сауда. Окончил начальное и среднее образование, затем изучал юриспруденцию в Университете короля Сауда и получил степень бакалавра.

## Должность

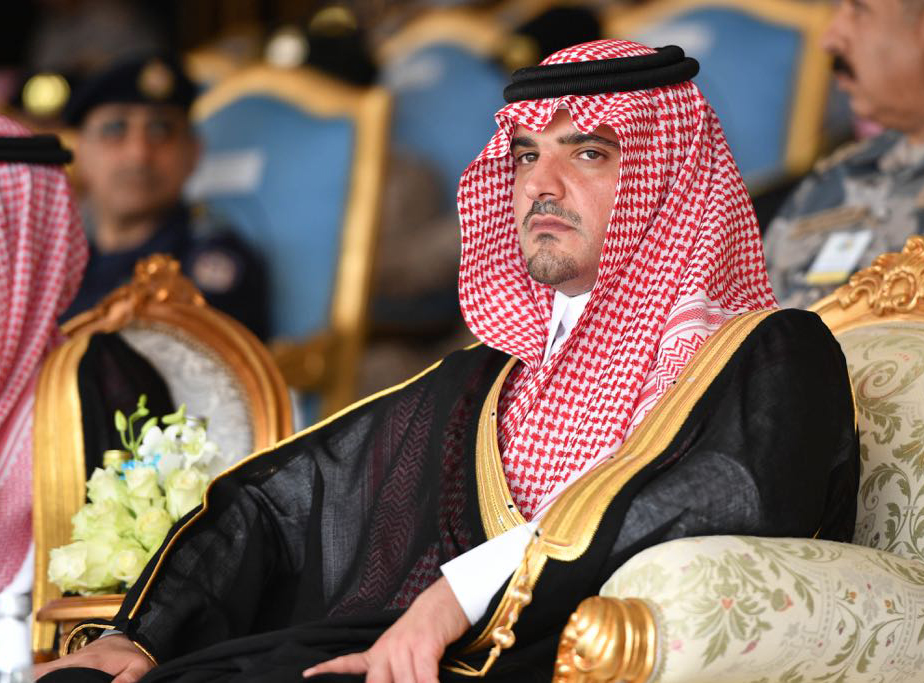
Принц Абдул-Азиз, 2018 год

После того, как король Салман принял бразды правления, его назначили советником при королевской канцелярии, где он работал в управлении правами, затем в управлении системами, а затем в Главном пограничном управлении при королевской канцелярии в дополнение к единству советников. После этого он полгода работал в политическом отделе королевской канцелярии, а затем советником в кабинете министра обороны.
С 21 июня 2017 года назначен министром внутренних дел Саудовской Аравии.

### Должности
- Министр внутренних дел Саудовской Аравии (с 21 июня 2017)
- Советник внутренних дел Саудовской Аравии (2016—2017)
- Председатель Высшего комитета хаджа (с 21 июня 2017)
- Председатель Высшего комитета умры (с 21 июня 2017)
- Член Совета политических и безопасных дел (с 21 июня 2017)
- Председатель Высшего совета Арабского университета наук безопасности им. Наифа (с 21 июня 2017)
- Председатель совета директоров Саудовского клуба соколов (с 20 июля 2017)
- Почетный президент Совета министров внутренних дел арабских стран (с 5 марта 2018)
- Член Совета директоров Королевской комиссии города Мекка и святых мест (с 2 июня 2018)
- Член Королевского совета резервов (с 2 июня 2018)
- Председатель Совета директоров Королевского резерва короля Абдул-Азиза (с 2 июня 2018)
- Председатель Совета директоров Королевского резерва короля Салмана ибн Абдул-Азиза (с 2 июня 2018)
- Член Верховного комитета Международной премии принца Наифа за сунну пророка и современные исламские исследования
- Председатель Высшей комиссии по промышленной безопасности
- Член Совета директоров Королевской комиссии города Эр-Рияд (с 30 августа 2019)
- Член совета директоров Саудовского управления деклараций и искусственного интеллекта (с 30 августа 2019)

## Личная жизнь
Женат на принцессе Муди бинт Ахмед ибн Абдул-Азиз Аль Сауде. У них четыре сына: Наиф, Ахмед, Сауд и Мухаммед.

## Ордена и награды
6 апреля 2021 года король Салман вручил ему орден короля Абдул-Азиза первого класса.